# Entypophana apicata
Entypophana apicata är en skalbaggsart som beskrevs av Moser 1913. Entypophana apicata ingår i släktet Entypophana och familjen Melolonthidae. Inga underarter finns listade i Catalogue of Life.